# Mid-Western Junior Hockey League
Mid-Western Junior Hockey League (MWJHL), tidigare Southwestern Junior B Hockey League och Waterloo-Wellington Junior B Hockey League, var en juniorishockeyliga som var baserat i den kanadensiska provinsen Ontario. Ligan var sanktionerad av det nationella ishockeyförbundet Hockey Canada och det regionala ishockeyförbundet Ontario Hockey Association.

## Historik
Ishockeyligan grundades 1973. År 2007 blev MWJHL fusionerad med Golden Horseshoe Junior Hockey League (GHL) och Western Ontario Hockey League (WOHL) och bildade Greater Ontario Junior Hockey League (GOJHL). Den första säsongen var ishockeyligorna separata från varandra men hade gemensamt kansli. Året efter slogs alla tre ihop och blev en enda ishockeyliga.

## Lagen
Ett urval av ishockeylag som spelade i MWJHL.
| - Brantford Diamond Kings - Brantford Golden Eagles - Cambridge Winterhawks - Caledonia Corvairs - Elmira Sugar Kings - Guelph Dominators | - Guelph Holody Platers - Kitchener Dutchmen - Kitchener Ranger B's - Listowel Cyclones - New Hamburg Hahns - Ohsweken Golden Eagles | - Orangeville Crushers - Owen Sound Greys - Preston Raiders - Stratford Cullitons - Waterloo Siskins |

## Mästare
Samtliga lag som blev mästare för varje spelad säsong.
| Southwestern Junior B Hockey League - 1973–1974: Elmira Sugar Kings Waterloo-Wellington Junior B Hockey League - 1974–1975: Waterloo Siskins - 1975–1976: Waterloo Siskins - 1976–1977: Stratford Cullitons Mid-Western Junior B Hockey League - 1977–1978: Stratford Cullitons - 1978–1979: Stratford Cullitons - 1979–1980: Waterloo Siskins - 1980–1981: Stratford Cullitons - 1981–1982: Stratford Cullitons | - 1982–1983: Stratford Cullitons - 1983–1984: Waterloo Siskins - 1984–1985: Waterloo Siskins - 1985–1986: Stratford Cullitons - 1986–1987: Stratford Cullitons - 1987–1988: Waterloo Siskins - 1988–1989: Waterloo Siskins - 1989–1990: Stratford Cullitons - 1990–1991: Waterloo Siskins - 1991–1992: Kitchener Dutchmen - 1992–1993: Kitchener Dutchmen - 1993–1994: Waterloo Siskins - 1994–1995: Stratford Cullitons | - 1995–1996: Stratford Cullitons - 1996–1997: Elmira Sugar Kings - 1997–1998: Elmira Sugar Kings - 1998–1999: Stratford Cullitons - 1999–2000: Cambridge Winterhawks - 2000–2001: Elmira Sugar Kings - 2001–2002: Elmira Sugar Kings - 2002–2003: Stratford Cullitons - 2003–2004: Stratford Cullitons - 2004–2005: Listowel Cyclones - 2005–2006: Cambridge Winterhawks - 2006–2007: Cambridge Winterhawks |

## Spelare

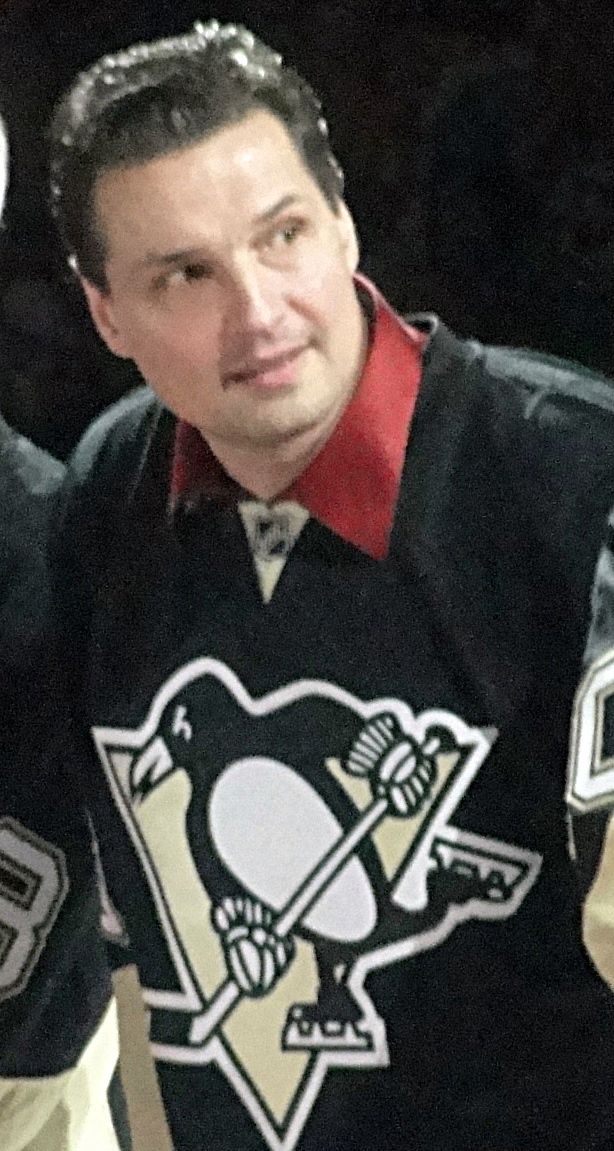
Ed Olczyk.

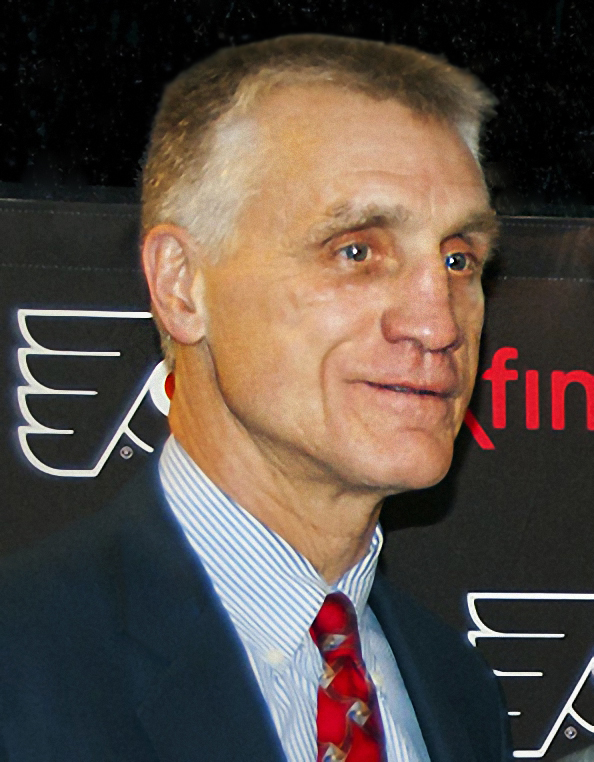
Paul Holmgren.

Ett urval av ishockeyspelare som spelade en del av sina ungdomsår i ligan.
| Målvakter | Backar - Kevin Czuczman - Mike Hordy - Rumun Ndur | Forwards - Tim Brent - Zac Dalpe - Boyd Devereaux - Devin DiDiomete - Nelson Emerson - Brent Gretzky - Mike Halmo - Todd Harvey - Adam Henrique - Mike Hoffman - Paul Holmgren - Jody Hull - Bryan Little - Ed Olczyk - Tanner Pearson - Marc Potvin - Nick Spaling - Tim Taylor - Phil Varone - Jeremy Welsh |